# Gillian Russell
Pour les articles homonymes, voir Russell.
Gillian Russell, née le 28 septembre 1973, est une ancienne athlète jamaicaine qui pratiquait le 100 m haies. Encore junior, elle a remporté quatre titres mondiaux.

## Palmarès

### Championnats du monde d'athlétisme
- Championnats du monde d'athlétisme de 1995 à Göteborg ( Suède)
  - 5e sur 100 m haies

### Championnats du monde d'athlétisme en salle
- Championnats du monde d'athlétisme en salle de 1997 à Paris ( France)
  -  Médaille d'argent sur 60 m haies

### Championnats du monde junior d'athlétisme
- Championnats du monde junior d'athlétisme de 1990 à Plovdiv ( Bulgarie)
  -  Médaille d'or sur 100 m haies
  -  Médaille d'or en relais 4 × 100 m
- Championnats du monde junior d'athlétisme de 1992 à Séoul ( Corée du Sud)
  -  Médaille d'or sur 100 m haies
  -  Médaille d'or en relais 4 × 100 m

### Jeux du Commonwealth
- Jeux du Commonwealth de 1998 à Kuala Lumpur ( Malaisie)
  -  Médaille d'or sur 100 m haies
  -  Médaille d'argent en relais 4 × 100 m

### Jeux panaméricains
- Jeux Panaméricains de 1999 à Winnipeg ( Canada)
  - 4e sur 100 m haies